# 로키 로드 (아이스크림)

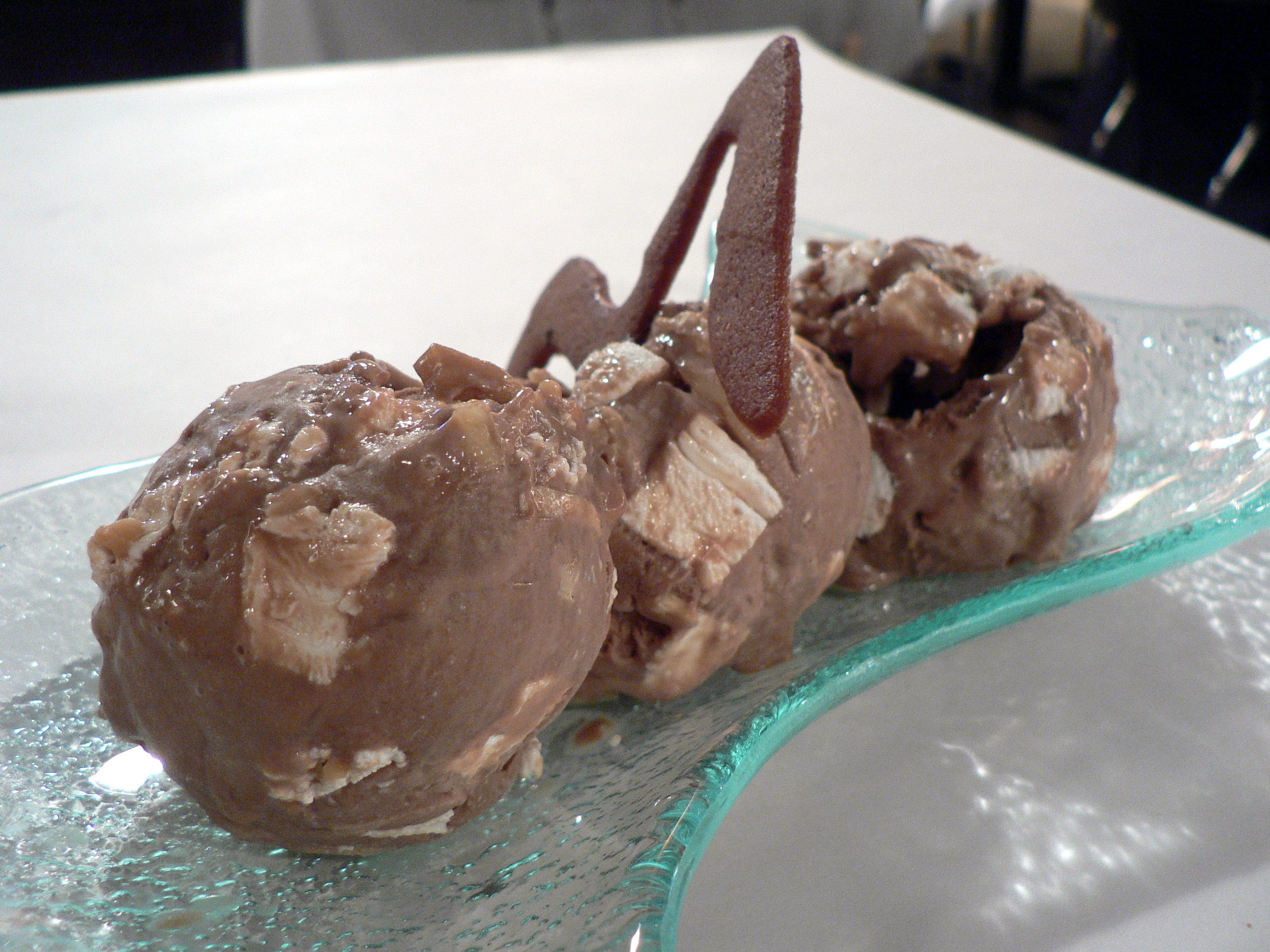
록키 로드

로키 로드 아이스크림(Rocky road ice cream)은 미국의 초콜릿맛 아이스크림이다. 초콜릿 아이스크림과 견과류, 마시멜로 등을 혼합하여 만든다.
로키 로드가 처음 나온 시기는 1929년으로 추정되며, 1929년 3월에 캘리포니아주 오클랜드의 윌리엄 드레이어(William Dreyer)가 조셉 에디(Joseph Edy)와 함께 조각낸 호두 조각과 마시멜로를 조합한 초콜릿 아이스크림을 만든 것이 시초이며, 훗날에 호두 대신 아몬드가 대체되었다. 이후 검은 목요일이 있었던 시기에 이 아이스크림에 로키 로드란 이름을 부여하였다.

## 같이 보기
- 로키 로드 (후식)
- 아이스크림
- 구구 시리즈